# Ernesto Matteo Poggi
Pour les articles homonymes, voir Poggi.
Ernesto Matteo Poggi, dit Gino Poggi ou Poggi II (né le 23 février 1913 à Gênes et mort le 3 janvier 1992 dans la même ville) était un footballeur et entraîneur italien des années 1950.

## Biographie
Ernesto Matteo Poggi évolua comme milieu de terrain. Formé à Associazione Calcio La Dominante (it), il ne joua qu'une saison en tant que professionnel, sans rien remporter. Il fut ensuite transféré au Genova 1893, mais ne joua aucun match.
Puis il joua six saisons à l'AC Sampierdarenese, remportant en 1934 une Serie B. Malgré deux saisons au Milan AS où il ne remporta rien, il joua à la Fiorentina, où il remporta la première année la Serie B en 1939, puis la seconde la Coupe d'Italie, battant en finale contre le Genova 1893. Il y joua jusqu'en 1943.
Il retrouva un club en 1945, du fait de la Seconde Guerre mondiale, pour une saison, la Società Ginnastica Andrea Doria, sans rien remporter. Il termina sa carrière à la Sampdoria en 1947.
Il fut entraîneur de football durant les années 1950. Il entraîna à deux reprises (50-51 et 52-53) la Sampdoria Gênes, puis le CC Catane pendant trois saisons (55-58), ensuite le Genoa CFC (59-60) et l'AC Cesena (61-62). Il ne remporta aucun titre en tant qu'entraîneur.

## Clubs

### En tant que joueur
- 1928-1929 : Associazione Calcio La Dominante (it)
- 1929-1930 : Genova 1893
- 1930-1936 : AC Sampierdarenese
- 1936-1938 : Milan AS
- 1938-1943 : AC Fiorentina
- 1945-1946 : SGAndrea Doria
- 1946-1947 : Sampdoria Gênes

### En tant qu'entraîneur
- 1950-1951 : Sampdoria Gênes
- 1952-1953 : Sampdoria Gênes
- 1953-1955 : AC Pavie
- 1955-1958 : CC Catane
- 1959-1960 : Genoa CFC
- 1961-1962 : AC Cesena

## Palmarès
- Coupe d'Italie de football

- - Vainqueur en 1940
- Championnat d'Italie de football
  - Vice-champion en 1930
- Championnat d'Italie de football D2
  - Champion en 1934 et en 1939